# 宇都宮高根沢バイパス
宇都宮高根沢バイパス（うつのみやたかねざわバイパス）は栃木県宇都宮市から塩谷郡高根沢町に至る国道408号の整備中のバイパスである。地域高規格道路の「常総・宇都宮東部連絡道路」の一部を形成する路線である。

## 概要
現国道408号のうち、国道123号交差点付近から国道4号交差点（終点）に至る部分は、鬼怒川東岸の河岸段丘の段丘崖をぬうような形で敷設されていて、幅員が狭くかつ線形が悪い道路となっている。そのため近年整備が進んでいる沿線の大規模工業地域（宇都宮テクノポリス地域、真岡工業団地）への交通量の増加に伴い、交通容量の不足から周辺の生活道路を含めて日常的に混雑が発生している状況である。これらの問題を解決すべく、国道408号のバイパスとして整備されることが2009年度（平成21年度）に事業採択された。
本バイパスは、宇都宮清原工業団地内を通る清原中央通りの北端から延長する形でほぼ真北に進路をとり、高根沢町宝積寺付近で国道4号と合流する形で整備される。清原中央通りは、真岡市より延びる鬼怒テクノ通りの延長道路であり、南北に走るこれらの道路は、茨城県つくばみらい市の谷和原ICから栃木県矢板市の矢板ICまでを結ぶ常総・宇都宮東部連絡道路の一部を形成する。
鬼怒テクノ通りから本バイパスまで全通した場合の所要時間は、北関東自動車道真岡ICから東北自動車道矢板IC間まで35分程度と試算されている。この区間を高速道路を使い走行した場合、70.8 kmで45分程度かかることを考えると、時間帯によっては高速を使わずに一般道を走行したほうが速いことになる。よって、本バイパスの完成により常総・宇都宮東部連絡道路が全通すると、茨城県南・県央周辺から栃木県央以北（東北道方面）を結ぶ最短かつ最速経路の一つとして、利用が期待される。
なお、本バイパスおよび鬼怒テクノ通りの国道408号バイパスは、栃木県の総合計画である「とちぎ元気プラン」において、「コリドールネットワーク構想」のスカイコリドールの基軸として位置付けられている。

### 路線データ
- 起点 : 栃木県宇都宮市野高谷町
- 終点 : 栃木県塩谷郡高根沢町大字宝積寺
- 路線延長 : 6.6 km
- 道路幅員 : 車道幅14.0 m、全幅21.5 m[2]
- 車線数 : 4車線（開通時暫定2車線予定）[2]
- 設計速度 : 60 km/h[2]

## 歴史
- 2009年（平成21年） : 新規事業として採択
- - 2012年（平成24年） : 用地調査・用地取得[2]
- 2013年（平成25年） : 工事実施[2]
- 2017年（平成29年）2月21日 : 宇都宮市板戸町の市道363号線（清原学園通り）から県道10号宇都宮那須烏山線との交点となる鷺ノ谷交差点までの2.7 kmが供用開始[3]。
- 2019年（令和元年）5月19日 : 起点の宇都宮市野高谷町交差点（清原中央通り北口）から同板戸町までの清原学園通りまでの2.6kmが供用開始[4]。
- 2022年（令和4年）5月11日 : 宇都宮市板戸町から塩谷郡高根沢町宝積寺までの2.7 kmが4車線化[5]。

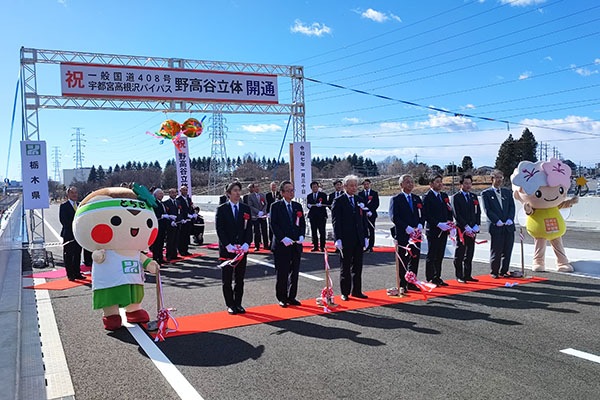
宇都宮高根沢バイパス野高谷立体開通式

- 2025年（令和7年）1月30日 : 栃木県道64号宇都宮向田線との交差点を立体化する野高谷立体（延長1.5 km）が4車線で開通[6]

## 地理

### 道路施設
- 野高谷陸橋
- ゆいの杜陸橋
- テクノ街道立体（仮称）（事業中）

## 交差する道路
栃木県では2023年12月より、各立体交差の出入口をわかりやすくするためとして、地点名標識（交差点名）の追加・更新をおこなっていくとしている。
- 栃木県道64号宇都宮向田線 : （宇都宮市野高谷町、野高谷町交差点）（起点）
- 栃木県道64号宇都宮向田線バイパス（宇都宮テクノ街道） : （宇都宮市板戸町）
- 栃木県道10号宇都宮那須烏山線 : （塩谷郡高根沢町宝積寺、鷺ノ谷交差点）
- 国道4号 : （塩谷郡高根沢町宝積寺）（終点）（未供用）